# Héloïse Colin

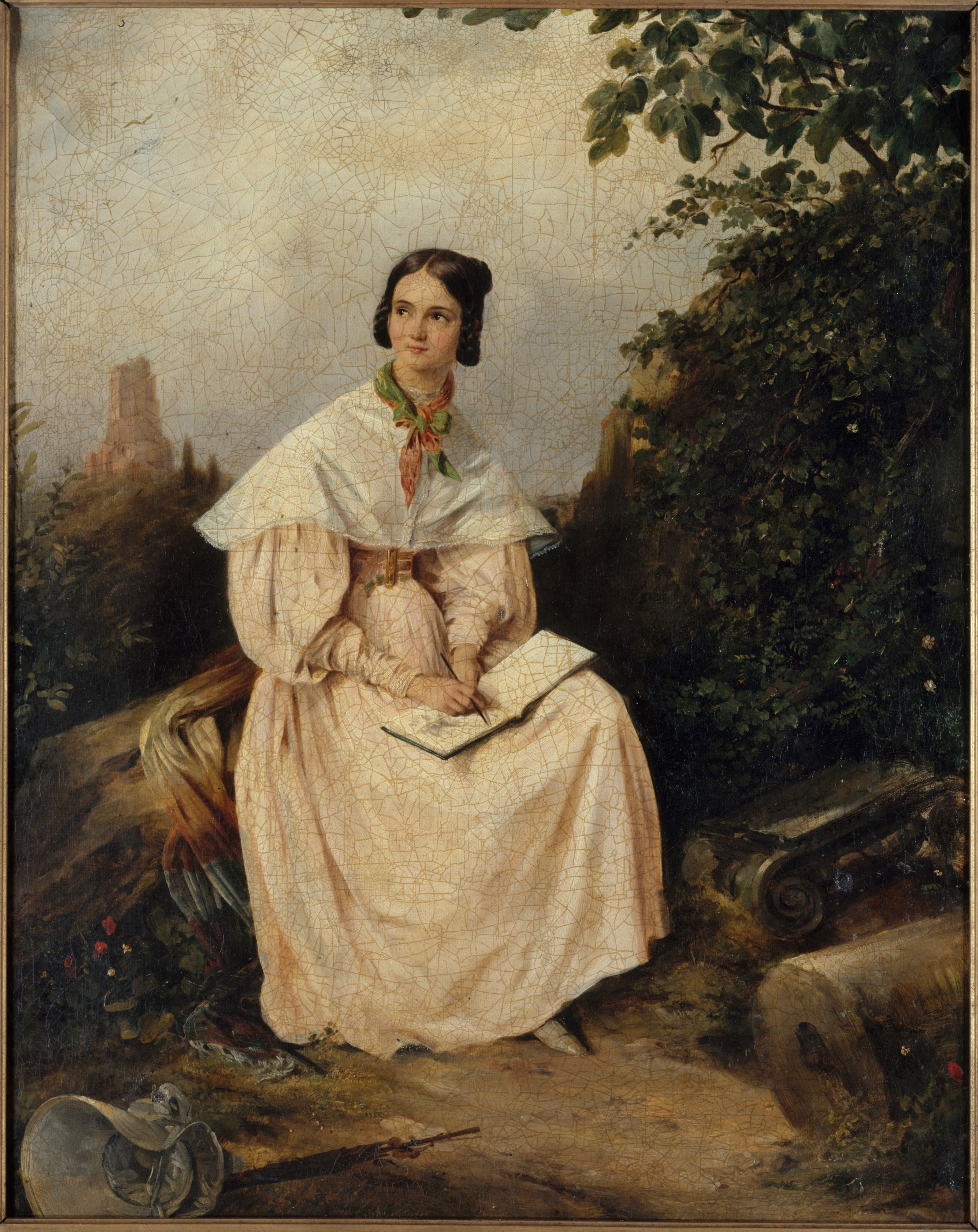
Portretul lui Héloïse Colin de, 1836 (Muzeul Carnavalet)

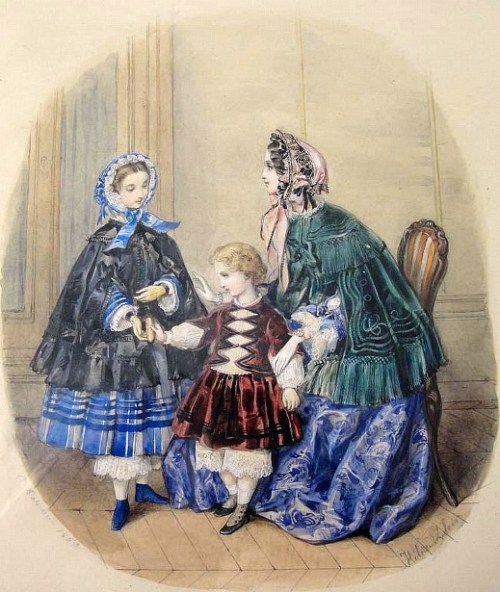
Héloïse Colin: Mama și doi copii

Héloïse Suzanne Colin (n. 3 septembrie 1819, Paris, Franța – d. 19 noiembrie 1873, Paris, Île-de-France, Franța), cunoscută și sub numele de Héloïse Leloir, a fost o pictoriță și ilustratoare de modă în timpul celui de-al Doilea Imperiu Francez.

## Biografie
Héloïse Colin a fost fiica cea mare a pictorului Alexandre-Marie Colin⁠(d) și a lui Marie Joseph Juhel. S-a căsătorit cu Auguste Leloir cu care a avut doi fii: ilustratorul Maurice Leloir⁠(d) și pictorul Alexandre-Louis Leloir⁠(d).
Colin și-a expus primele desene în ediția din 1835 a Salonului⁠(d). A pictat acuarele, miniaturi și ilustrații pentru romane, precum Cei trei muschetari și Contele de Monte-Cristo. Cu toate acestea, ea și surorile ei Anaïs Toudouze⁠(d) și Laure Noël au fost cunoscute mai ales pentru activitatea lor ca ilustratoare ale modei pariziene de la mijlocul secolului al XIX-lea, cum ar fi în celebra revistă de modă La Mode Illustrée⁠(d).